# Maria-Theresien-Schlössel (Wien Gersthofer Straße)

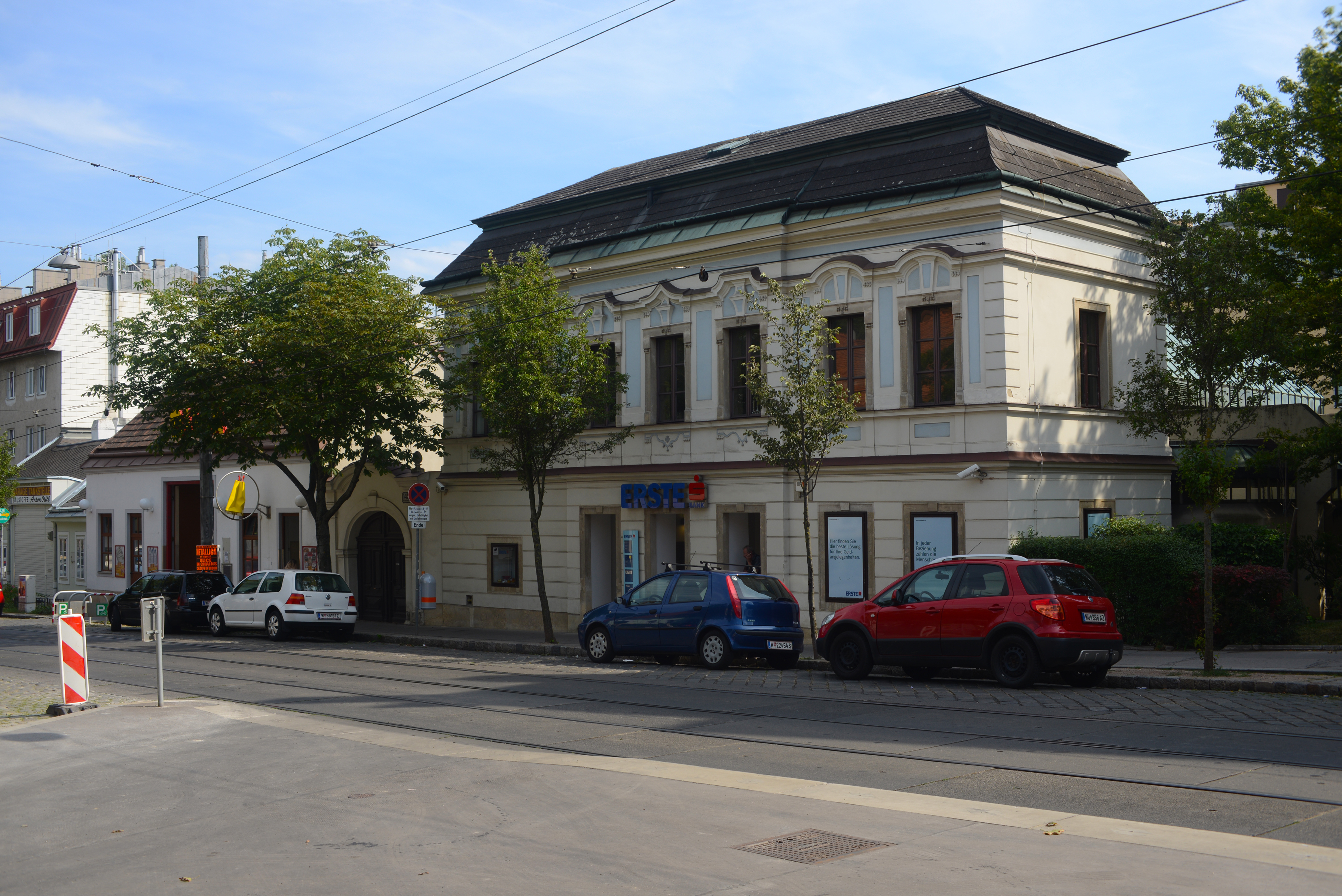
Außenansicht des Maria-Theresien-Schlössels

Das Maria-Theresien-Schlössel ist ein ehemaliges Schloss in der Gersthofer Straße 143 im 18. Wiener Gemeindebezirk, Währing, in dem heute das Museum der Erste Bank AG untergebracht ist.
Es ist ein einstöckiges, barockes Landhaus, das von der Kaiserin Maria Theresia als Jagdschloss genutzt wurde. Im Rahmen der Umgestaltung der Häuser Nummer 141–145 durch die Erste österreichische Spar-Casse, bei der ein neuer Kassensaal an den Bau aus dem 18. Jahrhundert angefügt wurde, wurde selbiger als kleines Museum eingerichtet. Das Gebäude befindet sich heute im Eigentum der Lammel + Stix Immobilien Gruppe und ist zur Gänze an die Erste Group Bank AG vermietet.
Im Obergeschoß befindet sich ein kleiner Saal mit illusionistischen Wandmalereien, sehenswert ist auch der Delfinbrunnen im Kassensaal, aus der Hauptanstalt der Sparkasse (am Graben) überführt.